# Coupe de Pologne de football 2013-2014
Navigation
Coupe de Pologne 2012-2013 Coupe de Pologne 2014-2015
La Coupe de Pologne de football 2013-2014 (Puchar Polski w piłce nożnej 2013-2014 en polonais) est la soixantième édition de la Coupe de Pologne.
Pour la seizième fois de son histoire, le Legia Varsovie, club le plus titré dans cette compétition, met son titre en jeu.
Le vainqueur de l'épreuve se qualifie pour le deuxième tour préliminaire de la Ligue Europa 2014-2015, sauf s'il remporte le championnat et se qualifie donc pour le deuxième tour de qualification de la Ligue des champions. Dans ce cas, le billet européen est attribué au deuxième du championnat, et le quatrième récupère la dernière place qualificative pour la Ligue Europa.
La finale de la Coupe de Pologne se déroule pour la première fois au stade national de Varsovie depuis la fin de sa construction, et après deux annulations lors des deux éditions précédentes. Elle oppose le Zagłębie Lubin au Zawisza Bydgoszcz, deux clubs de première division qui ont besoin, après un résultat nul et vierge, de la séance des tirs au but pour se départager (six à cinq pour le Zawisza).

## Déroulement de la compétition
Cette page ne présente les résultats qu'à partir du premier tour.
Le système est le même que celui utilisé les années précédentes : jusqu'au stade des huitièmes de finale, la compétition se déroule sur le format de matchs simples, puis pour les quarts et les demies, sur celui de matchs aller et retour. La finale se joue sur un seul match.

## Nombre d'équipes par division et par tour
Date d'entrée des clubs :
- 1er tour : 18 clubs de 2e division 2012-2013 ;
- 16es de finale : 16 clubs de 1re division 2012-2013.

| Divisions \ Manches    | Tour prélim. (26 matches) | 2e tour prélim. (12 matches) | 1er tour (16 matches) | Seizièmes de finale | Huitièmes de finale | Quarts de finale | Demi- finales | Finale |
| ---------------------- | ------------------------- | ---------------------------- | --------------------- | ------------------- | ------------------- | ---------------- | ------------- | ------ |
| Ekstraklasa 16 équipes | non présents              | non présents                 | 2                     | 1 + 14              | 11                  | 5                | 3             | 2      |
| I liga 18 équipes      | 4                         | 2                            | 1 + 13                | 9 + 1               | 5                   | 3                | 1             | Aucun  |
| II liga                |                           |                              | 9 + 2                 | 5                   | Aucun               | Aucun            | Aucun         | Aucun  |
| III liga               |                           |                              | 2                     | 1                   | Aucun               | Aucun            | Aucun         | Aucun  |
| IV liga                |                           |                              | 1 + 1                 | + 1                 | Aucun               | Aucun            | Aucun         | Aucun  |
| Clubs amateurs         |                           |                              | 1                     | Aucun               | Aucun               | Aucun            | Aucun         | Aucun  |
| Total                  |                           | 26                           | 32                    | 32                  | 16                  | 8                | 4             | 2      |

## Le parcours des clubs de première division
Les clubs promus d'Ekstraklasa font leur entrée dans la compétition lors du premier tour. Les autres commencent la coupe au tour suivant.
Voici leur parcours respectif :
| Club                       | Parcours lors de la saison 2012-13 | Parcours cette saison                                      |
| -------------------------- | ---------------------------------- | ---------------------------------------------------------- |
| Legia Varsovie             | Vainqueur                          | Huitièmes de finale – Battu par le Górnik Zabrze           |
| Śląsk Wrocław              | Finaliste                          | Huitièmes de finale – Battu par le Jagiellonia Białystok   |
| Ruch Chorzów               | Demi-finales                       | Seizièmes de finale – Battu par l'Arka Gdynia (D2)         |
| Wisła Cracovie             | Demi-finales                       | Huitièmes de finale – Battu par le Lechia Gdańsk           |
| Jagiellonia Białystok      | Quarts de finale                   | Demi-finales – Battu par le Zawisza Bydgoszcz              |
| Zagłębie Lubin             | Quarts de finale                   | Finale – Battu par le Zawisza Bydgoszcz                    |
| Cracovia (P)               | Huitièmes de finale                | 1er tour – Battu par le Stal Stalowa Wola (D3)             |
| Korona Kielce              | Huitièmes de finale                | Huitièmes de finale – Battu par l'Arka Gdynia (D2)         |
| Lechia Gdańsk              | Huitièmes de finale                | Quarts de finale – Battu par le Jagiellonia Białystok      |
| Piast Gliwice              | Huitièmes de finale                | Seizièmes de finale – Battu par le Zagłębie Lubin          |
| Lech Poznań                | Seizièmes de finale                | Huitièmes de finale – Battu par le Miedź Legnica (D2)      |
| Górnik Zabrze              | Seizièmes de finale                | Quarts de finale – Battu par le Zawisza Bydgoszcz          |
| Podbeskidzie Bielsko-Biała | Seizièmes de finale                | Seizièmes de finale – Battu par le GKS Katowice (D2)       |
| Widzew Łódź                | Seizièmes de finale                | Huitièmes de finale – Battu par le Sandecja Nowy Sącz (D2) |
| Zawisza Bydgoszcz (P)      | Seizièmes de finale                | Vainqueur – Bat le Zagłębie Lubin                          |
| Pogoń Szczecin             | 1er tour                           | Seizièmes de finale – Battu par le Zawisza Bydgoszcz       |

## Compétition

### Premier tour
Le tirage au sort a lieu le 14 juin 2013, au siège de la fédération. Les matches ont lieu les 23 et 24 juillet 2013.
| Club (division)                 | Score             | Club (division)           | Affluence |
| ------------------------------- | ----------------- | ------------------------- | --------- |
| Rozwój Katowice (D3)            | 0 – 0 (4 – 2 tab) | Stomil Olsztyn (D2)       | 450       |
| Wigry Suwałki (D3)              | 0 – 2             | GKS Katowice (D2)         | 1 581     |
| Lechia Tomaszów Mazowiecki (D4) | 1 – 2             | GKS Tychy (D2)            | 800       |
| Lech Rypin (D5)                 | 0 – 2             | Zawisza Bydgoszcz (D1)    | 1 000     |
| Pelikan Łowicz (D3)             | 1 – 2             | Arka Gdynia (D2)          | 800       |
| Odra Opole (D3)                 | 0 – 4             | Miedź Legnica (D2)        | 2 500     |
| Stal Stalowa Wola (D3)          | 1 – 0             | Cracovia (D1)             | 2 000     |
| Puszcza Niepołomice (D2)        | 2 – 0             | Okocimski KS Brzesko (D2) | 350       |
| Skra II Częstochowa (D7)        | 0 – 2             | Olimpia Grudziądz (D2)    | 500       |
| Siarka Tarnobrzeg (D3)          | 2 – 0             | Kolejarz Stróże (D2)      | 700       |
| KS Polkowice (D3)               | 0 – 3             | Flota Świnoujście (D2)    | 500       |
| Ursus Varsovie (D4)             | 1 – 0             | Górnik Łęczna (D2)        | 650       |
| Gryf Wejherowo (D3)             | 2 – 0             | Dolcan Ząbki (D2)         | 1 100     |
| Zagłębie Sosnowiec (D3)         | 4 – 1             | Warta Poznań (D3)         | 2 200     |
| Polonia Bytom (D3)              | 1 – 2             | Sandecja Nowy Sącz (D2)   | 600       |
| ŁKS Łódź (D5)                   | 0 – 3 (forfait)   | Bruk-Bet Nieciecza (D2)   | —         |

### Seizièmes de finale
Le tirage au sort a lieu le 25 juillet 2013, à la Pepsi Arena de Varsovie, et concerne l'ensemble du tableau final. Les matches ont lieu les 16, 17 et 18 août 2013.
| Club (division)          | Score             | Club (division)                 | Affluence |
| ------------------------ | ----------------- | ------------------------------- | --------- |
| Piast Gliwice (D1)       | 0 – 0 (4 – 5 tab) | Zagłębie Lubin (D1)             | 4 921     |
| Gryf Wejherowo (D3)      | 1 – 3             | GKS Tychy (D2)                  | 900       |
| Sandecja Nowy Sącz (D2)  | 4 – 2             | Flota Świnoujście (D2)          | 1 000     |
| Ursus Varsovie (D4)      | 0 – 1             | Widzew Łódź (D1)                | 1 200     |
| Arka Gdynia (D2)         | 3 – 2 (a.p.)      | Ruch Chorzów (D1)               | 4 303     |
| Polonia Varsovie (D5)    | 0 – 3 (forfait)   | Korona Kielce (D1)              | —         |
| Olimpia Grudziądz (D2)   | 0 – 3             | Miedź Legnica (D2)              | 800       |
| Bruk-Bet Nieciecza (D2)  | 0 – 4             | Lech Poznań (D1)                | 2 244     |
| Stal Stalowa Wola (D3)   | 1 – 3 (a.p.)      | Śląsk Wrocław (D1)              | 3 000     |
| Puszcza Niepołomice (D2) | 0 – 3             | Jagiellonia Białystok (D1)      | 800       |
| Zagłębie Sosnowiec (D3)  | 0 – 4             | Wisła Cracovie (D1)             | 5 000     |
| Siarka Tarnobrzeg (D3)   | 0 – 2             | Lechia Gdańsk (D1)              | 3 000     |
| GKS Katowice (D2)        | 2 – 1 (a.p.)      | Podbeskidzie Bielsko-Biała (D1) | 2 500     |
| Pogoń Szczecin (D1)      | 1 – 3             | Zawisza Bydgoszcz (D1)          | 2 706     |
| GKS Bełchatów (D2)       | 0 – 2             | Górnik Zabrze (D1)              | 1 400     |
| Rozwój Katowice (D3)     | 0 – 3             | Legia Varsovie (D1)             | 800       |

### Huitièmes de finale
Les matches ont lieu entre le 16 octobre et le 18 décembre 2013.
| Club (division)         | Score             | Club (division)            | Affluence |
| ----------------------- | ----------------- | -------------------------- | --------- |
| GKS Tychy (D2)          | 0 – 1             | Zagłębie Lubin (D1)        | 250       |
| Sandecja Nowy Sącz (D2) | 2 – 2 (5 – 4 tab) | Widzew Łódź (D1)           | 2 500     |
| Arka Gdynia (D2)        | 5 – 1             | Korona Kielce (D1)         | 3 485     |
| Miedź Legnica (D2)      | 2 – 0             | Lech Poznań (D1)           | 5 500     |
| Śląsk Wrocław (D1)      | 0 – 1             | Jagiellonia Białystok (D1) | 13 533    |
| Wisła Cracovie (D1)     | 0 – 1             | Lechia Gdańsk (D1)         | 5 331     |
| GKS Katowice (D2)       | 0 – 1             | Zawisza Bydgoszcz (D1)     | 4 000     |
| Górnik Zabrze (D1)      | 3 – 1             | Legia Varsovie (D1)        | 3 000     |

1. ↑  Match disputé à Jaworzno.

### Quarts de finale
Les matches ont lieu les 11, 12, 18 et 19 mars (aller) et les 25 et 26 mars 2014 (retour).
| Club (division)            | Aller | Total | Retour       | Club (division)         | Affluences    |
| -------------------------- | ----- | ----- | ------------ | ----------------------- | ------------- |
| Zagłębie Lubin (D1)        | 2 – 0 | 7 – 0 | 5 – 0        | Sandecja Nowy Sącz (D2) | 2 879 – 2 500 |
| Arka Gdynia (D2)           | 1 – 1 | 4 – 3 | 3 – 2 (a.p.) | Miedź Legnica (D2)      | 4 367 – 4 600 |
| Jagiellonia Białystok (D1) | 2 – 1 | 3 – 2 | 1 – 1        | Lechia Gdańsk (D1)      | 4 034 – 9 579 |
| Zawisza Bydgoszcz (D1)     | 2 – 1 | 5 – 1 | 3 – 0        | Górnik Zabrze (D1)      | 500 – 2 500   |

### Demi-finales
Les matches ont lieu les 8 et 9 avril (aller) et les 15 et 16 avril 2014 (retour).
| Club (division)            | Aller | Total | Retour | Club (division)        | Affluences    |
| -------------------------- | ----- | ----- | ------ | ---------------------- | ------------- |
| Zagłębie Lubin (D1)        | 3 – 0 | 3 – 0 | 0 – 0  | Arka Gdynia (D2)       | 3 257 – 3 709 |
| Jagiellonia Białystok (D1) | 0 – 2 | 1 – 3 | 1 – 1  | Zawisza Bydgoszcz (D1) | 6 272 – 1 000 |

### Finale

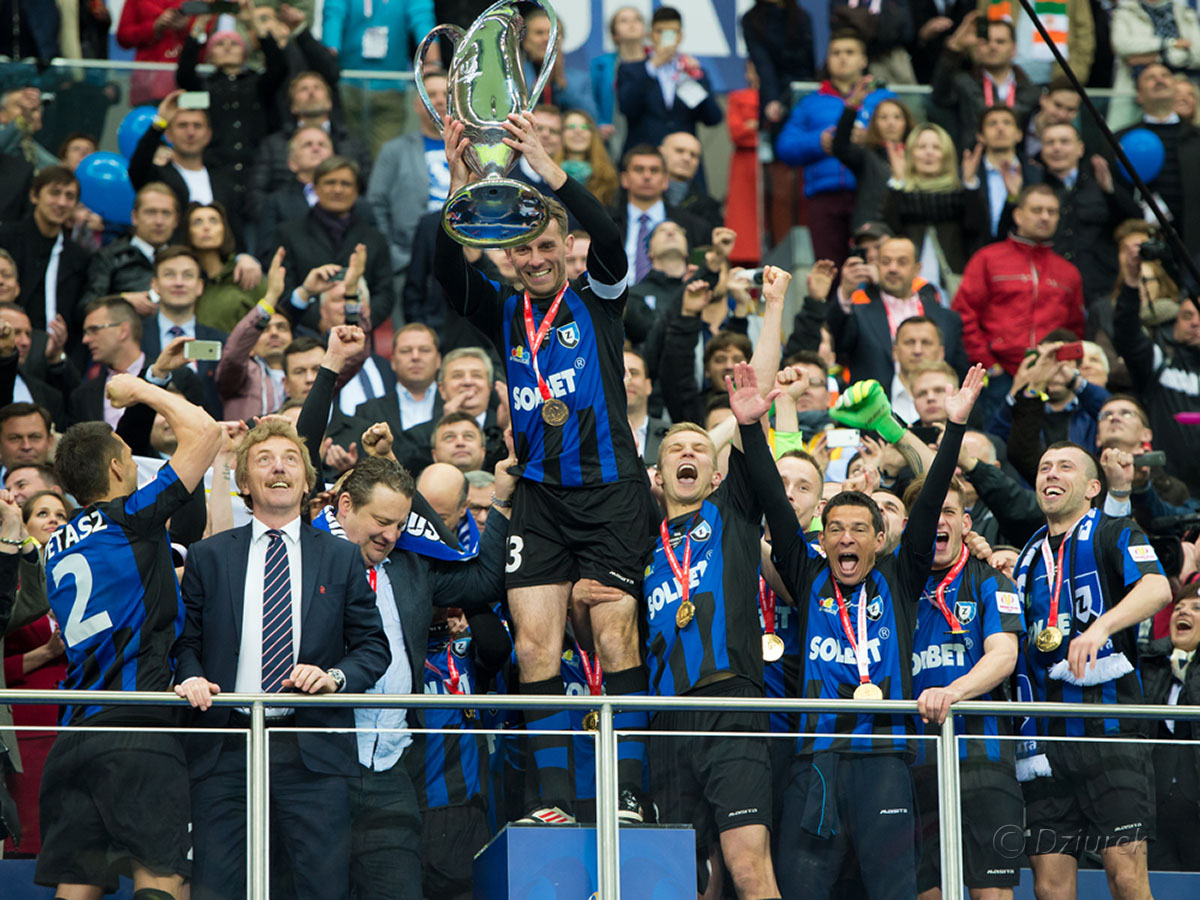
Joueurs du Zawisza soulevant la coupe après leur victoire.

La finale, qui se joue le 2 mai 2014, est la première à se disputer au stade national de Varsovie depuis la fin de sa construction, et après deux annulations lors des deux éditions précédentes. Elle oppose deux clubs de première division, le Zagłębie Lubin, finaliste en 2005 et 2006, et le Zawisza Bydgoszcz, pour lequel c'est la première participation à un tel évènement.
Malgré plusieurs occasions pour les deux équipes, c'est la séance des tirs au but qui doit les départager après un match nul et vierge, et après un dernier tir d'Igor Lewczuk, le Zawisza remporte son premier trophée.
Même si les supporters des deux clubs ont décidé de boycotter ce match, ceux du Zagłębie soutenant les ultras du Zawisza en conflit avec leur président, la finale attire tout de même 37 120 spectateurs.
| Titulaires :  |                    |      |
|               |                    |      |
| 1             | Silvio Rodić       |      |
| 21            | Bartosz Rymaniak   |      |
| 7             | Jiří Bílek         |      |
| 24            | Elvedin Džinič     |      |
| 3             | Đorđe Čotra        |      |
| 33            | Ľubomír Guldan     |      |
| 58            | Manuel Curto       | 101e |
| 20            | David Abwo         | 110e |
| 6             | Aleksander Kwiek   | 110e |
| 4             | Pavel Vidanov      |      |
| 11            | Arkadiusz Piech    |      |
|               |                    |      |
| Remplaçants : |                    |      |
| 29            | Tomasz Ptak        |      |
| 31            | Johan Bertilsson   |      |
| 15            | Adrian Błąd        | 110e |
| 8             | Sebastian Bonecki  | 101e |
| 19            | Filip Jagiełło     |      |
| 14            | Miłosz Przybecki   | 110e |
| 27            | Michal Papadopulos |      |
|               |                    |      |
| Entraîneur :  |                    |      |
| Orest Lenczyk |                    |      |

| Titulaires :        |                     |      |
|                     |                     |      |
| 83                  | Wojciech Kaczmarek  |      |
| 3                   | Igor Lewczuk        |      |
| 4                   | André Micael        |      |
| 32                  | Łukasz Nawotczyński |      |
| 11                  | Sebastian Ziajka    |      |
| 77                  | Sebastian Dudek     |      |
| 14                  | Kamil Drygas        |      |
| 22                  | Luís Carlos         |      |
| 9                   | Jakub Wójcicki      | 111e |
| 2                   | Piotr Petasz        | 86e  |
| 19                  | Vahan Gevorgyan     |      |
|                     |                     |      |
| Remplaçants :       |                     |      |
| 1                   | Andrzej Witan       |      |
| 13                  | Łukasz Skrzyński    |      |
| 18                  | Damian Ciechanowski |      |
| 7                   | Hermes              |      |
| 20                  | Paweł Wojciechowski |      |
| 8                   | Alvarinho           | 111e |
| 23                  | Jorge Kadu          | 86e  |
|                     |                     |      |
| Entraîneur :        |                     |      |
| Ryszard Tarasiewicz |                     |      |

| Titulaires :  |                    |      |
|               |                    |      |
| 1             | Silvio Rodić       |      |
| 21            | Bartosz Rymaniak   |      |
| 7             | Jiří Bílek         |      |
| 24            | Elvedin Džinič     |      |
| 3             | Đorđe Čotra        |      |
| 33            | Ľubomír Guldan     |      |
| 58            | Manuel Curto       | 101e |
| 20            | David Abwo         | 110e |
| 6             | Aleksander Kwiek   | 110e |
| 4             | Pavel Vidanov      |      |
| 11            | Arkadiusz Piech    |      |
|               |                    |      |
| Remplaçants : |                    |      |
| 29            | Tomasz Ptak        |      |
| 31            | Johan Bertilsson   |      |
| 15            | Adrian Błąd        | 110e |
| 8             | Sebastian Bonecki  | 101e |
| 19            | Filip Jagiełło     |      |
| 14            | Miłosz Przybecki   | 110e |
| 27            | Michal Papadopulos |      |
|               |                    |      |
| Entraîneur :  |                    |      |
| Orest Lenczyk |                    |      |

| Titulaires :        |                     |      |
|                     |                     |      |
| 83                  | Wojciech Kaczmarek  |      |
| 3                   | Igor Lewczuk        |      |
| 4                   | André Micael        |      |
| 32                  | Łukasz Nawotczyński |      |
| 11                  | Sebastian Ziajka    |      |
| 77                  | Sebastian Dudek     |      |
| 14                  | Kamil Drygas        |      |
| 22                  | Luís Carlos         |      |
| 9                   | Jakub Wójcicki      | 111e |
| 2                   | Piotr Petasz        | 86e  |
| 19                  | Vahan Gevorgyan     |      |
|                     |                     |      |
| Remplaçants :       |                     |      |
| 1                   | Andrzej Witan       |      |
| 13                  | Łukasz Skrzyński    |      |
| 18                  | Damian Ciechanowski |      |
| 7                   | Hermes              |      |
| 20                  | Paweł Wojciechowski |      |
| 8                   | Alvarinho           | 111e |
| 23                  | Jorge Kadu          | 86e  |
|                     |                     |      |
| Entraîneur :        |                     |      |
| Ryszard Tarasiewicz |                     |      |

## Tableau final
|  | Huitièmes de finale   | Huitièmes de finale | Huitièmes de finale |                       |       | Quarts de finale   | Quarts de finale   | Quarts de finale   |  |  | Demi-finales       | Demi-finales       | Demi-finales       |  |  | Finale                                  | Finale                                  |
|  |                       |                     |                     |                       |       |                    |                    |                    |  |  |                    |                    |                    |  |  |                                         |                                         |
|  | 23 octobre 2013       | 23 octobre 2013     | 23 octobre 2013     |                       |       | 11 et 26 mars 2014 | 11 et 26 mars 2014 | 11 et 26 mars 2014 |  |  | 8 et 16 avril 2014 | 8 et 16 avril 2014 | 8 et 16 avril 2014 |  |  | 2 mai 2014 – stade national de Varsovie | 2 mai 2014 – stade national de Varsovie |
|  | 23 octobre 2013       | 23 octobre 2013     | 23 octobre 2013     |                       |       | 11 et 26 mars 2014 | 11 et 26 mars 2014 | 11 et 26 mars 2014 |  |  | 8 et 16 avril 2014 | 8 et 16 avril 2014 | 8 et 16 avril 2014 |  |  | 2 mai 2014 – stade national de Varsovie | 2 mai 2014 – stade national de Varsovie |
|  | GKS Tychy             | 0                   | -                   |                       |       | 11 et 26 mars 2014 | 11 et 26 mars 2014 | 11 et 26 mars 2014 |  |  | 8 et 16 avril 2014 | 8 et 16 avril 2014 | 8 et 16 avril 2014 |  |  | 2 mai 2014 – stade national de Varsovie | 2 mai 2014 – stade national de Varsovie |
|  | GKS Tychy             | 0                   | -                   |                       |       | 11 et 26 mars 2014 | 11 et 26 mars 2014 | 11 et 26 mars 2014 |  |  | 8 et 16 avril 2014 | 8 et 16 avril 2014 | 8 et 16 avril 2014 |  |  | 2 mai 2014 – stade national de Varsovie | 2 mai 2014 – stade national de Varsovie |
|  | Zagłębie Lubin        | 1                   | -                   |                       |       | 11 et 26 mars 2014 | 11 et 26 mars 2014 | 11 et 26 mars 2014 |  |  | 8 et 16 avril 2014 | 8 et 16 avril 2014 | 8 et 16 avril 2014 |  |  | 2 mai 2014 – stade national de Varsovie | 2 mai 2014 – stade national de Varsovie |
|  | Zagłębie Lubin        | 1                   | -                   | Zagłębie Lubin        | 2     | 5                  |                    |                    |  |  | 8 et 16 avril 2014 | 8 et 16 avril 2014 | 8 et 16 avril 2014 |  |  | 2 mai 2014 – stade national de Varsovie | 2 mai 2014 – stade national de Varsovie |
|  | 7 novembre 2013       |                     |                     | Zagłębie Lubin        | 2     | 5                  |                    |                    |  |  | 8 et 16 avril 2014 | 8 et 16 avril 2014 | 8 et 16 avril 2014 |  |  | 2 mai 2014 – stade national de Varsovie | 2 mai 2014 – stade national de Varsovie |
|  |                       | Sandecja Nowy Sącz  | 0                   | 0                     |       |                    |                    |                    |  |  | 8 et 16 avril 2014 | 8 et 16 avril 2014 | 8 et 16 avril 2014 |  |  | 2 mai 2014 – stade national de Varsovie | 2 mai 2014 – stade national de Varsovie |
|  | Sandecja Nowy Sącz    | Sandecja Nowy Sącz  | 0                   | 0                     | 2 (5) | -                  |                    |                    |  |  | 8 et 16 avril 2014 | 8 et 16 avril 2014 | 8 et 16 avril 2014 |  |  | 2 mai 2014 – stade national de Varsovie | 2 mai 2014 – stade national de Varsovie |
|  | Sandecja Nowy Sącz    | 19 et 25 mars 2014  |                     |                       | 2 (5) | -                  |                    |                    |  |  | 8 et 16 avril 2014 | 8 et 16 avril 2014 | 8 et 16 avril 2014 |  |  | 2 mai 2014 – stade national de Varsovie | 2 mai 2014 – stade national de Varsovie |
|  | Widzew Łódź           | 2 (4)               | -                   |                       |       |                    |                    |                    |  |  | 8 et 16 avril 2014 | 8 et 16 avril 2014 | 8 et 16 avril 2014 |  |  | 2 mai 2014 – stade national de Varsovie | 2 mai 2014 – stade national de Varsovie |
|  | Widzew Łódź           | 2 (4)               | -                   | Zagłębie Lubin        | 3     | 0                  |                    |                    |  |  |                    |                    |                    |  |  | 2 mai 2014 – stade national de Varsovie | 2 mai 2014 – stade national de Varsovie |
|  | 5 novembre 2013       |                     |                     | Zagłębie Lubin        | 3     | 0                  |                    |                    |  |  |                    |                    |                    |  |  | 2 mai 2014 – stade national de Varsovie | 2 mai 2014 – stade national de Varsovie |
|  |                       | Arka Gdynia         | 0                   | 0                     |       |                    |                    |                    |  |  |                    |                    |                    |  |  | 2 mai 2014 – stade national de Varsovie | 2 mai 2014 – stade national de Varsovie |
|  | Arka Gdynia           | Arka Gdynia         | 0                   | 0                     | 5     | -                  |                    |                    |  |  |                    |                    |                    |  |  | 2 mai 2014 – stade national de Varsovie | 2 mai 2014 – stade national de Varsovie |
|  | Arka Gdynia           | 9 et 15 avril 2014  |                     |                       | 5     | -                  |                    |                    |  |  |                    |                    |                    |  |  | 2 mai 2014 – stade national de Varsovie | 2 mai 2014 – stade national de Varsovie |
|  | Korona Kielce         | 1                   | -                   |                       |       |                    |                    |                    |  |  |                    |                    |                    |  |  | 2 mai 2014 – stade national de Varsovie | 2 mai 2014 – stade national de Varsovie |
|  | Korona Kielce         | 1                   | -                   | Arka Gdynia           | 1     | 3ap                |                    |                    |  |  |                    |                    |                    |  |  | 2 mai 2014 – stade national de Varsovie | 2 mai 2014 – stade national de Varsovie |
|  | 6 novembre 2013       |                     |                     | Arka Gdynia           | 1     | 3ap                |                    |                    |  |  |                    |                    |                    |  |  | 2 mai 2014 – stade national de Varsovie | 2 mai 2014 – stade national de Varsovie |
|  |                       | Miedź Legnica       | 1                   | 2                     |       |                    |                    |                    |  |  |                    |                    |                    |  |  | 2 mai 2014 – stade national de Varsovie | 2 mai 2014 – stade national de Varsovie |
|  | Miedź Legnica         | Miedź Legnica       | 1                   | 2                     | 2     | -                  |                    |                    |  |  |                    |                    |                    |  |  | 2 mai 2014 – stade national de Varsovie | 2 mai 2014 – stade national de Varsovie |
|  | Miedź Legnica         | 12 et 25 mars 2014  |                     |                       | 2     | -                  |                    |                    |  |  |                    |                    |                    |  |  | 2 mai 2014 – stade national de Varsovie | 2 mai 2014 – stade national de Varsovie |
|  | Lech Poznań           | 0                   | -                   |                       |       |                    |                    |                    |  |  |                    |                    |                    |  |  | 2 mai 2014 – stade national de Varsovie | 2 mai 2014 – stade national de Varsovie |
|  | Lech Poznań           | 0                   | -                   | Zagłębie Lubin        | 0 (5) |                    |                    |                    |  |  |                    |                    |                    |  |  |                                         |                                         |
|  | 21 octobre 2013       |                     |                     | Zagłębie Lubin        | 0 (5) |                    |                    |                    |  |  |                    |                    |                    |  |  |                                         |                                         |
|  |                       | Zawisza Bydgoszcz   | 0 (6)               |                       |       |                    |                    |                    |  |  |                    |                    |                    |  |  |                                         |                                         |
|  | Śląsk Wrocław         | Zawisza Bydgoszcz   | 0 (6)               | 0                     | -     |                    |                    |                    |  |  |                    |                    |                    |  |  |                                         |                                         |
|  | Śląsk Wrocław         |                     |                     | 0                     | -     |                    |                    |                    |  |  |                    |                    |                    |  |  |                                         |                                         |
|  | Jagiellonia Białystok | 1                   | -                   |                       |       |                    |                    |                    |  |  |                    |                    |                    |  |  |                                         |                                         |
|  | Jagiellonia Białystok | 1                   | -                   | Jagiellonia Białystok | 2     | 1                  |                    |                    |  |  |                    |                    |                    |  |  |                                         |                                         |
|  | 22 octobre 2013       |                     |                     | Jagiellonia Białystok | 2     | 1                  |                    |                    |  |  |                    |                    |                    |  |  |                                         |                                         |
|  |                       | Lechia Gdańsk       | 1                   | 1                     |       |                    |                    |                    |  |  |                    |                    |                    |  |  |                                         |                                         |
|  | Wisła Cracovie        | Lechia Gdańsk       | 1                   | 1                     | 0     | -                  |                    |                    |  |  |                    |                    |                    |  |  |                                         |                                         |
|  | Wisła Cracovie        | 18 et 26 mars 2014  |                     |                       | 0     | -                  |                    |                    |  |  |                    |                    |                    |  |  |                                         |                                         |
|  | Lechia Gdańsk         | 1                   | -                   |                       |       |                    |                    |                    |  |  |                    |                    |                    |  |  |                                         |                                         |
|  | Lechia Gdańsk         | 1                   | -                   | Jagiellonia Białystok | 0     | 1                  |                    |                    |  |  |                    |                    |                    |  |  |                                         |                                         |
|  | 16 octobre 2013       |                     |                     | Jagiellonia Białystok | 0     | 1                  |                    |                    |  |  |                    |                    |                    |  |  |                                         |                                         |
|  |                       | Zawisza Bydgoszcz   | 2                   | 1                     |       |                    |                    |                    |  |  |                    |                    |                    |  |  |                                         |                                         |
|  | GKS Katowice          | Zawisza Bydgoszcz   | 2                   | 1                     | 0     | -                  |                    |                    |  |  |                    |                    |                    |  |  |                                         |                                         |
|  | GKS Katowice          |                     |                     |                       | 0     | -                  |                    |                    |  |  |                    |                    |                    |  |  |                                         |                                         |
|  | Zawisza Bydgoszcz     | 1                   | -                   |                       |       |                    |                    |                    |  |  |                    |                    |                    |  |  |                                         |                                         |
|  | Zawisza Bydgoszcz     | 1                   | -                   | Zawisza Bydgoszcz     | 2     | 3                  |                    |                    |  |  |                    |                    |                    |  |  |                                         |                                         |
|  | 18 décembre 2013      |                     |                     | Zawisza Bydgoszcz     | 2     | 3                  |                    |                    |  |  |                    |                    |                    |  |  |                                         |                                         |
|  |                       | Górnik Zabrze       | 1                   | 0                     |       |                    |                    |                    |  |  |                    |                    |                    |  |  |                                         |                                         |
|  | Górnik Zabrze         | Górnik Zabrze       | 1                   | 0                     | 3     | -                  |                    |                    |  |  |                    |                    |                    |  |  |                                         |                                         |
|  | Górnik Zabrze         |                     |                     |                       | 3     | -                  |                    |                    |  |  |                    |                    |                    |  |  |                                         |                                         |
|  | Legia Varsovie        | 1                   | -                   |                       |       |                    |                    |                    |  |  |                    |                    |                    |  |  |                                         |                                         |
|  | Legia Varsovie        | 1                   | -                   |                       |       |                    |                    |                    |  |  |                    |                    |                    |  |  |                                         |                                         |

## Meilleurs buteurs
5 buts
- Arkadiusz Piech (Zagłębie Lubin)

4 buts
- Jakub Grzegorzewski (en) (Miedź Legnica)
- Wojciech Reiman (en) (Stal Stalowa Wola)
- Marcin Siedlarz (en) (Garbarnia Cracovie)

Source : 90minut.pl